# Супербоул XXVIII
Super Bowl XXVIII — фінальна гра чемпіонату Національної футбольної ліги 1993 року, у котрій чемпіон Національної футбольної конференції «Даллас Ковбойз» зустрічався з чемпіоном Американської футбольної конференції «Баффало Біллс». У матчі «Ковбойс» одержали перемогу над «Біллс» з рахунком 30:13 і у четвертий раз у своїй історії стали переможцями Супербоулу, зрівнявшись за цим показником з «Піттсбург Стілерз» і «Сан-Франциско Форти Найнерс». Гра проходила 30 січня 1994 року на стадіоні «Джорджія Дом» у Атланті (штат Джорджія, США).
Цей Супербоул став першим у історії, в якому зустрічалися ті ж дві команди, що й у попередньому. Колишній чемпіон «Даллас Ковбойз» завершив регулярний чемпіонат з результатом 12-4. «Біллс» же також завершили сезон із результатом 12-4 і, після перемоги у іграх плей-оф, у четвертий раз поспіль взяли участь у Супербоулі.
Першу половину матчу успішніше провели «Біллс» і до великої перерви вели з рахунком 13:6. Однак у другій половині матчу «Ковбойз» набрали 24 очки без відповіді і завершили гру своєю перемогою з рахунком 30:13. Переломний момент матчу стався у третій четверті, коли раннінбек «Блілс» Турман Томас втратили м'яч, а сейфті Далласа Джеймс Вашингтон зробив повернення на 46 ярдів і зробив тачдаун, зрівнявши рахунок. У своєму наступному володінні «Ковбойз» зробили ще один тачдаун, а пізніше установили остаточний рахунок у матчі. Найціннішим гравцем матчу став раннінбек «Ковбойз» Еммітт Сміт, який зробив 2 тачдауни у грі.

## Розважальні заходи

### Заходи перед грою
Перед початком матчу публіку розважали реп-дует Kris Kross, рок-група The Georgia Satellites, кантрі-виконавець Чарлі Деніелс і маршируючий оркестр Коледжу Морехаус. Національний гімн США під акомпанемент хору Університету Атланти виконала Наталі Коул.
На честь двадцятип'ятріччя Супербоула III, найцінніший гравець того матчу Джо Намат виконав скидання монетки.

### Шоу під час перерви
Шоу під час перерви Супербоула отримало назву «Rockin' Country Sunday» і у ньому брали участь зорі кантрі-музики Клінт Блек, Таня Такер, Тревис Трітт і Вайнонна Джадд. Наприкінці шоу на сцені появилась Наомі Джадд, котра разом з Вайнонною виконала сингл групи The Judds «Love Can Build a Bridge».
Це шоу стало першим у історії Супербоулів, коли основне освітлення на стадіоні під час концерту було вимкнуте. А в самому концерті брали участь танцівники з ліхтариками.